# Am Schiffbleek 7 (Quedlinburg)

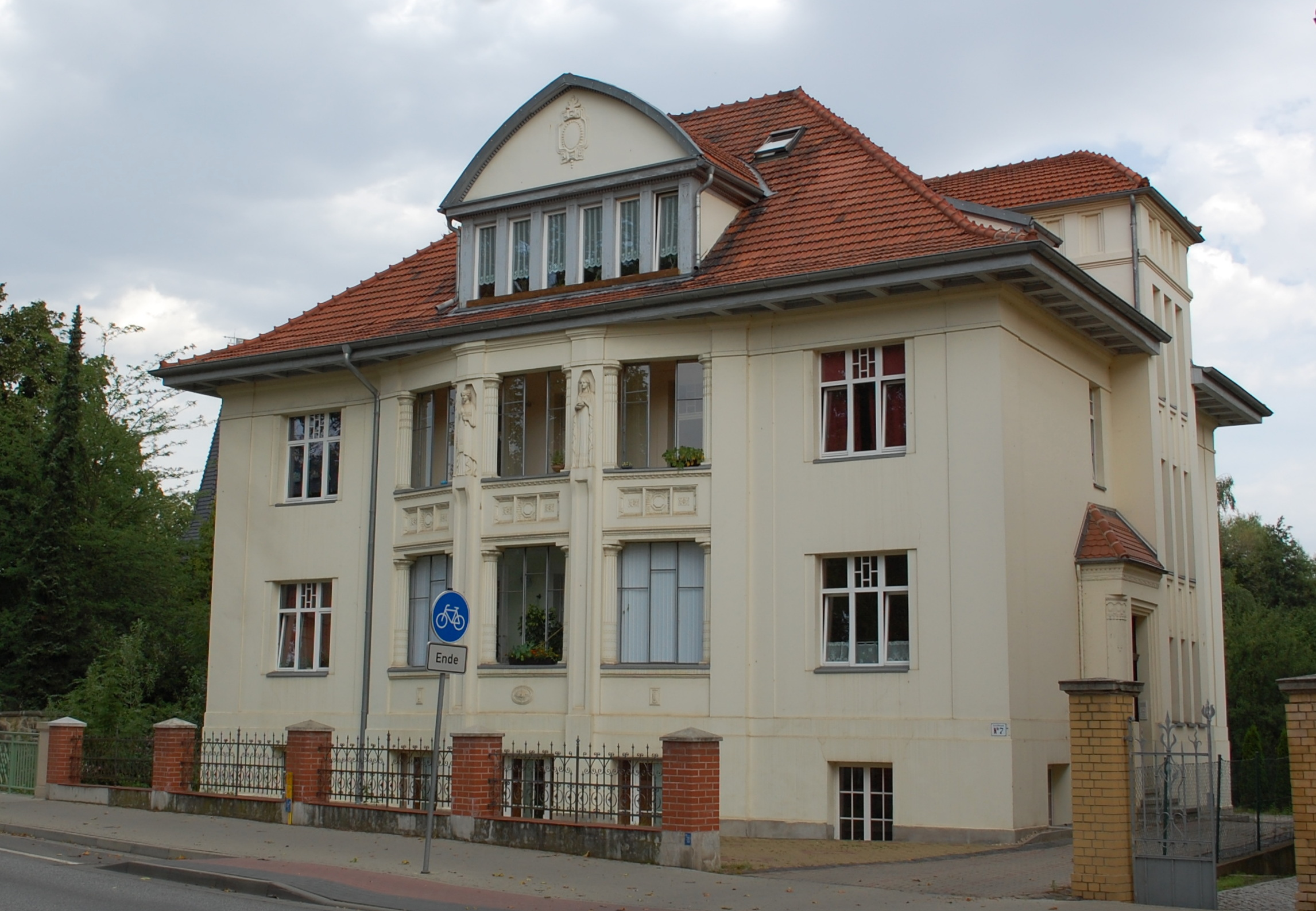
Villa Am Schiffbleek 7

Das Haus Am Schiffbleek 7 ist ein denkmalgeschütztes Gebäude in der Stadt Quedlinburg in Sachsen-Anhalt.
Die Villa befindet sich südlich der historischen Quedlinburger Altstadt an der Nordseite der Straße Am Schiffbleek. Sie ist im Quedlinburger Denkmalverzeichnis eingetragen.

## Architektur und Geschichte
Die große zweigeschossige Villa errichtete 1909 der Architekt Max Schneck für sich selbst. Die symmetrische Straßenfassade vermischt die Stile des Neoklassizismus und des Jugendstils. Darüber hinaus findet sich auch ein antikes Zitat: An den Pfeilern der Loggia im Obergeschoss wurden zwei weibliche Figuren im Stil der Antike aufgestellt.